# U-589 (tàu ngầm Đức)
U-589 là một tàu ngầm tấn công  Lớp Type VII thuộc phân lớp Type VIIC được Hải quân Đức Quốc Xã chế tạo trong Chiến tranh Thế giới thứ hai. Nhập biên chế năm 1941, nó đã thực hiện được bảy chuyến tuần tra, đánh chìm được một tàu chiến phụ trợ tải trọng 417 GRT, đồng thời gây hư hại cho một tàu buôn tải trọng 2.847 GRT. Trong chuyến tuần tra cuối cùng, U-589 bị một máy bay ném bom-ngư lôi Fairey Swordfish xuất phát từ tàu sân bay hộ tống HMS Avenger phối hợp cùng tàu khu trục HMS Onslow của Hải quân Hoàng gia Anh đánh chìm trong biển Bắc Cực vào ngày 14 tháng 9, 1942.

## Thiết kế và chế tạo

### Thiết kế

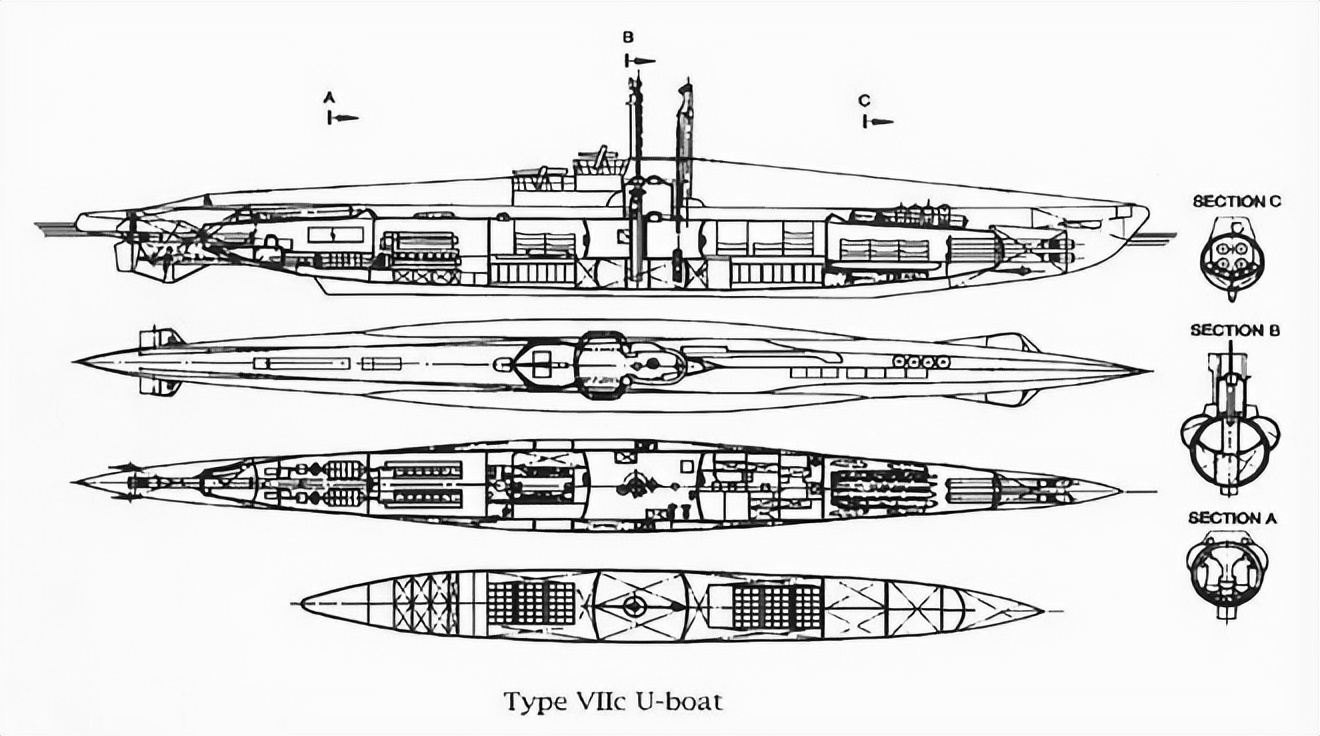
Sơ đồ các mặt cắt một tàu ngầm Type VIIC

Phân lớp VIIC của Tàu ngầm Type VII là một phiên bản VIIB được kéo dài thêm. Chúng có trọng lượng choán nước 769 t (757 tấn Anh) khi nổi và 871 t (857 tấn Anh) khi lặn). Con tàu có chiều dài chung 67,10 m (220 ft 2 in), lớp vỏ trong chịu áp lực dài 50,50 m (165 ft 8 in), mạn tàu rộng 6,20 m (20 ft 4 in), chiều cao 9,60 m (31 ft 6 in) và mớn nước 4,74 m (15 ft 7 in).
Chúng trang bị hai động cơ diesel Germaniawerft F46 siêu tăng áp 6-xy lanh 4 thì, tổng công suất 2.800–3.200 PS (2.100–2.400 kW; 2.800–3.200 bhp), dẫn động hai trục chân vịt đường kính 1,23 m (4,0 ft), cho phép đạt tốc độ tối đa 17,7 kn (32,8 km/h), và tầm hoạt động tối đa 8.500 nmi (15.700 km) khi đi tốc độ đường trường 10 kn (19 km/h). Khi đi ngầm dưới nước, chúng sử dụng hai động cơ/máy phát điện Garbe, Lahmeyer & Co. RP 137/c  tổng công suất 750 PS (550 kW; 740 shp). Tốc độ tối đa khi lặn là 7,6 kn (14,1 km/h), và tầm hoạt động 80 nmi (150 km) ở tốc độ 4 kn (7,4 km/h). Con tàu có khả năng lặn sâu đến 230 m (750 ft).
Vũ khí trang bị có năm ống phóng ngư lôi 53,3 cm (21 in), bao gồm bốn ống trước mũi và một ống phía đuôi, và mang theo tổng cộng 14 quả ngư lôi, hoặc tối đa 22 quả thủy lôi TMA, hoặc 33 quả TMB. Tàu ngầm Type VIIC bố trí một hải pháo 8,8 cm SK C/35 cùng một pháo phòng không 2 cm (0,79 in) trên boong tàu. Thủy thủ đoàn bao gồm 4 sĩ quan và 40-56 thủy thủ.

### Chế tạo
U-589 được đặt hàng vào ngày 16 tháng 1, 1940, và được đặt lườn tại xưởng tàu của hãng Blohm & Voss ở Hamburg vào ngày 31 tháng 10, 1940. Nó được hạ thủy vào ngày 6 tháng 8, 1941, và nhập biên chế cùng Hải quân Đức Quốc Xã vào ngày 25 tháng 9, 1941 dưới quyền chỉ huy của Hạm trưởng, Thiếu tá Hải quân Hans-Joachim Horrer.

## Lịch sử hoạt động
Sau khi hoàn tất việc huấn luyện trong thành phần Chi hạm đội U-boat 7, U-589 tiếp tục phục vụ cùng đơn vị này để hoạt động trên tuyến đầu. Nó được điều sang Chi hạm đội U-boat 11 từ ngày 1 tháng 7, 1942 cho đến khi bị mất.

### Chuyến tuần tra thứ nhất
Sau khi di chuyển từ cảng Kiel, Đức đến đảo Helgoland (còn được gọi là Heligoland) vào cuối tháng 2, 1942, U-589 khởi hành từ đây vào ngày 28 tháng 2 cho chuyến tuần tra đầu tiên trong chiến tranh. Sau khi hoạt động trong biển Na Uy nhưng không đánh chìm được mục tiêu nào, nó kết thúc chuyến tuần tra và đi đến cảng Kirkenes ở phía cực Bắc Na Uy vào ngày 21 tháng 3.

### Chuyến tuần tra thứ hai
U-589 xuất phát từ căn cứ Kirkenes vào ngày 24 tháng 3 cho chuyến tuần tra thứ hai, và đã hoạt động trong biển Barents ngoài khơi bán đảo Kola. Vào ngày 1 tháng 4, nó phóng một loạt bốn quả ngư lôi nhắm vào tàu quét mìn HMS Niger của Hải quân Hoàng gia Anh, nhưng đối thủ phát hiện các quả ngư lôi nên cơ động né tránh. Niger sau đó phản công bằng mìn sâu nhưngkhông gây hư hại gì cho U-589. Nó quay trở về Kirkenes vào ngày 2 tháng 4.

### Chuyến tuần tra thứ ba và thứ tư
Liên tiếp trong hai chuyến tuần tra tiếp theo, từ ngày 8 đến ngày 20 tháng 4 và từ ngày 29 tháng 4 đến ngày 6 tháng 5, U-589 xuất phát từ căn cứ Kirkenes để hoạt động biển Barents. Vào ngày 1 tháng 5, nó phóng một loạt hai quả ngư lôi tấn công Đoàn tàu QP-11, nhưng chỉ gây hư hại cho chiếc tàu buôn Liên Xô Tsiolkovskij 2.847 GRT; chiếc tàu buôn Xô Viết sau đó bị các tàu khu trục Đức Z24 và Z25 đánh chìm. Sau đó, chiếc tàu ngầm lần lượt di chuyển đến các cảng Skjomenfjord, Narvik và Bergen cùng thuộc Na Uy trong tháng 5.

### Chuyến tuần tra thứ năm và thứ sáu
U-589 khởi hành từ Bergen vào ngày 17 tháng 7 cho chuyến tuần tra thứ năm, và đã hoạt động trong biển Na Uy cho đến phía Bắc Iceland và phía Nam quần đảo Svalbard. Nó không đánh chìm được mục tiêu nào trước khi đi đến Skjomenfjord vào ngày 12 tháng 8.
Chiếc U-boat rời Skjomenfjord vào ngày 23 tháng 8 cho chuyến tuần tra tiếp theo để hoạt động trong biển Barents cho đến tận quần đảo Novaya Zemlya. Nó kết thúc chuyến tuần tra tại Narvik vào ngày 1 tháng 9.

### Chuyến tuần tra thứ bảy – Bị mất
U-589 xuất phát từ cảng Narvik vào ngày 9 tháng 9 cho chuyến tuần tra thứ bảy, cũng là chuyến cuối cùng, để hoạt động phía trong khu vực phía Bắc biển Na Uy về phía Nam quần đảo Svalbard. Đến ngày 13 tháng 9, nó giải cứu được bốn thành viên đội bay một máy bay ném bom Heinkel He 111 trong biển Greenland ở vị trí khoảng 100 nmi (190 km) về phía Tây Nam Spitsbergen.
Sang ngày hôm sau 14 tháng 9, trong khi tìm cách tấn công Đoàn tàu PQ-18, chiếc tàu ngầm lần lượt bị tấn công bằng mìn sâu thả từ một máy bay ném bom-ngư lôi Fairey Swordfish thuộc Liên đội 825 Không lực Hải quân Hoàng gia xuất phát từ tàu sân bay hộ tống HMS Avenger, và sau đó từ tàu khu trục HMS Onslow của Hải quân Hoàng gia Anh, và bị đánh chìm ở phía Nam Svalbard, tại tọa độ 75°40′B 20°32′Đ / 75,667°B 20,533°Đ. 44 thành viên thủy thủ đoàn của U-589 cùng với bốn hành khách là đội bay chiếc He 111 được cứu vớt đều đã tử trận.
Một số nguồn trước đây cho rằng U-589 bị đánh chìm vào ngày 12 tháng 9, bởi sự tấn công phối hợp của tàu sân bay hộ tống HMS Avenger và tàu khu trục HMS Faulknor.

### "Bầy sói" tham gia
U-589 từng tham gia mười bầy sói:
- Aufnahme (9 – 11 tháng 3, 1942)
- Blücher (11 – 18 tháng 3, 1942)
- Eiswolf (28 – 31 tháng 3, 1942)
- Bums (8 – 10 tháng 4, 1942)
- Robbenschlag (10 – 14 tháng 4, 1942)
- Blutrausch (15 – 19 tháng 4, 1942)
- Strauchritter (29 tháng 4 – 5 tháng 5, 1942)
- Greif (16 – 22 tháng 5, 1942)
- Nebelkönig (27 tháng 7 – 11 tháng 8, 1942)
- Trägertod (12 – 14 tháng 9, 1942)

### Tóm tắt chiến công
U-589 đã đánh chìm được một tàu chiến phụ trợ tải trọng 417 GRT, đồng thời gây hư hại cho một tàu buôn tải trọng 2.847 GRT:
| Ngày              | Tên tàu        | Quốc tịch        | Tải trọng | Số phận            |
| ----------------- | -------------- | ---------------- | --------- | ------------------ |
| 1 tháng 5, 1942   | Tsiolkovsky    | Soviet Union     | 2.847     | Bị hư hại          |
| 11 tháng 10, 1942 | Musson (No 23) | Hải quân Liên Xô | 417       | Bị đánh chìm (mìn) |